# Янко Полич Камов
 ,
Янко Полич Камов (хорв. Janko Polić Kamov; 17 листопада 1886, Фіуме — 8 серпня 1910, Барселона) — хорватський письменник, драматург та поет епохи модернізму.

## Життєпис
Походив із заможної родини торговців Поличів. Народився у місті Фіуме (сучасна Рієка, Хорватія). До 1893 року закінчив початкову школу, у 1897 році отримав середню освіту в своєму рідному місті. З дитинства виявив хист до віршування. У 1902 році після фінансового краху свого батька, родина Янко перебралася до Загребу.
У 1902 році поступив до гімназії, з якої Полича Камова було виключено за участь у демонстрації. У 1904 році подорожував Далмацією, Боснією, Чорногорією, Славонією. У 1905 році повернувся до Загребу, де обрав собі літературну діяльність. Того ж року відправився закордон. Деякий час мешкав у Венеції. Тут додав до свого прізвище Камов (від біблійного персонажу Хам — хорватською Кам).
У 1907 році подорожував Римом, Турином, Генуєю, Флоренцією, Марселем та Трієстом. Весь цей час активно займався літературною діяльністю.
У 1908 році тяжко захворів, що у 1909 році був змушений пройти лікування у Загребі. після цього рушив через Геную, Марсель до Барселони. Тут він й помер у 1910 році.

## Творчість
Збірки віршів «Лайка» (1905 рік) і «Роздертий папір» (1907 рік) свідчать про демонстративний розрив з модернізмом. Навмисна вульгарність стилю, вільний переривчастий вірш, зображення міського «дна» говорять про нігілістичні настрої поета, що став виразником анархічного бунтарства.
Новели Полича Камова відзначаються бурселкою, психологізмом, сатирою звичайного життя. Його 9 оповідок увійшли до збірки «Листування», що вийшла друком у 1914 році. Найвідомішим є роман «Висушене болото» (написано у 1906–1909 роках), насичений психосексуальними і духовними конфліктами. Став прикладом протоекзистенціалістської прози, де обговорюється екзистенціальний, онтологічний та історичний досвід буття. Цей роман було видано лише у 1956 році.
Свої п'єси («Чернеча драма», 1907 рік; «Людство», 1908 рік; «Серце мати», 1910 рік) Полич Камов створив згідно традицій радикального індивідуалізму, рівняючись на Фрідріха Ніцше та Генріка Ібсена. Головні теми — різні пороки людини (алкоголізм, наркоманія, проституція).